# アクアテラリウム (曲)
「アクアテラリウム」は、やなぎなぎの楽曲。やなぎが作詞、石川智晶が作曲を手掛けた。やなぎの6枚目のシングルとして2013年11月20日にジェネオン・ユニバーサルから発売された。

## 背景・音楽性
本曲は、テレビアニメ『凪のあすから』のエンディングテーマに起用された。タイトルの「アクアテラリウム」は、飼育槽の中に水中部分と陸地部分が混在している動植物の飼育スタイルであるアクアテラリウムに由来しており、アクアテラリウムで眠る人と、それを見守ることしかできない歯痒さを歌っている。
制作に際しやなぎは『凪のあすから』のシナリオと設定資料から感じ取れた退廃的な雰囲気を表現するため、石川に作曲を依頼したという。制作は、石川がやなぎにキーになるフレーズの制作を依頼し、完成したフレーズを基にメロディを作曲し、完成後にまたフレーズを入れるという一風変わった方法で行われた。
楽曲は、前作が幸せな人間関係をテーマとしていたため、今作ではその反動で不幸をに因んだものにすることを決めたという。曲中には「ヒヒ…ヒヒ…」という浮遊感のある特徴的なコーラスパートが挿入されているが、やなぎによれば変わったコーラスパートのためレコーディング中も息の調整やウィスパーに気を遣うあまり丸一日試行錯誤していたが、レコーディングを重ねることで自然と「ヒ」を出せるようになったという。ちなみに「ヒ」以外のメロディは転調が多くなかなかついていけず苦労したことを明かしている。

## シングルリリース
2013年11月20日にジェネオン・ユニバーサルから発売された。やなぎのシングルとしては前作「ユキトキ」から7か月ぶりのリリースとなる。
初回限定盤（GNCA-0316）と通常盤（GNCA-0317）の2種リリースで、初回限定盤には本曲のPVを収録したDVDが同梱されている。
2曲目「mnemonic」は、海と砂浜をテーマとした曲。「アクアテラリウム」が水と陸を外側から傍観する内容であったが、当曲は陸地から水の様子を伺う内容になっている。タイトルの「mnemonic」は、記憶術のことで、やなぎの大学時代の記憶が思い出せなくなり、今後も記憶を忘れるのではという恐怖から波や砂の城を基に記憶を思い出す曲を書くことを決めたという。楽器は前作までは打ち込みを使用していたが、今作は生音の方が良いと感じたためベースやピアノを生で表現している。
3曲目「You can count on me」は、ライブを意識した曲で、やなぎが以前行なったライブで「弾けきれない」感じがあったため流歌との協議の末、曲を聴いたファンが「私に期待してね」という気持ちなる曲に仕上げたという。ちなみにレコーディングはライブのメンバーと一緒に行なったこともあってかノリや声質などが洗練されていることを明かしている。

## シングル収録内容
| 全作詞: やなぎなぎ。 |                                          |            |            |                |      |
| #                    | タイトル                                 | 作詞       | 作曲       | 編曲           | 時間 |
| 1.                   | 「アクアテラリウム」                     | やなぎなぎ | 石川智晶   | MATERIAL WORLD | 4:58 |
| 2.                   | 「mnemonic」                             | やなぎなぎ | やなぎなぎ | やなぎなぎ     | 5:05 |
| 3.                   | 「You can count on me」                  | やなぎなぎ | Luca       | Luca           | 5:03 |
| 4.                   | 「アクアテラリウム ＜instrumental＞」    | やなぎなぎ |            |                | 4:56 |
| 5.                   | 「mnemonic ＜instrumental＞」            | やなぎなぎ |            |                | 5:06 |
| 6.                   | 「You can count on me ＜instrumental＞」 | やなぎなぎ |            |                | 5:05 |
| 合計時間:            | 合計時間:                                | 合計時間:  | 合計時間:  | 30:15          |      |

| #  | タイトル                 | 作詞 | 作曲・編曲 |
| -- | ------------------------ | ---- | ---------- |
| 1. | 「アクアテラリウム」(PV) |      |            |

## チャート
| チャート（2013年）                | 最高位 |
| --------------------------------- | ------ |
| オリコン                          | 22     |
| Billboard JAPAN Hot 100           | 56     |
| Billboard JAPAN Hot Singles Sales | 20     |
| Billboard JAPAN Hot Animation     | 3      |